# Berméricourt
Berméricourt ist eine französische Gemeinde mit 263 Einwohnern (Stand: 1. Januar 2022) im Département Marne in der Region Grand Est. Sie gehört zum Arrondissement Reims und ist Mitglied im Gemeindeverband Communauté urbaine du Grand Reims. Die Einwohner werden Berméricourtais und Berméricourtoises genannt.
Der Fernwanderweg GR 654 von Gué-d’Hossus nach Saint-Palais durchquert die Gemeinde von Nord nach Süd. Er folgt der Via Lemovicensis, einem der vier Jakobswege in Frankreich.

## Geografie

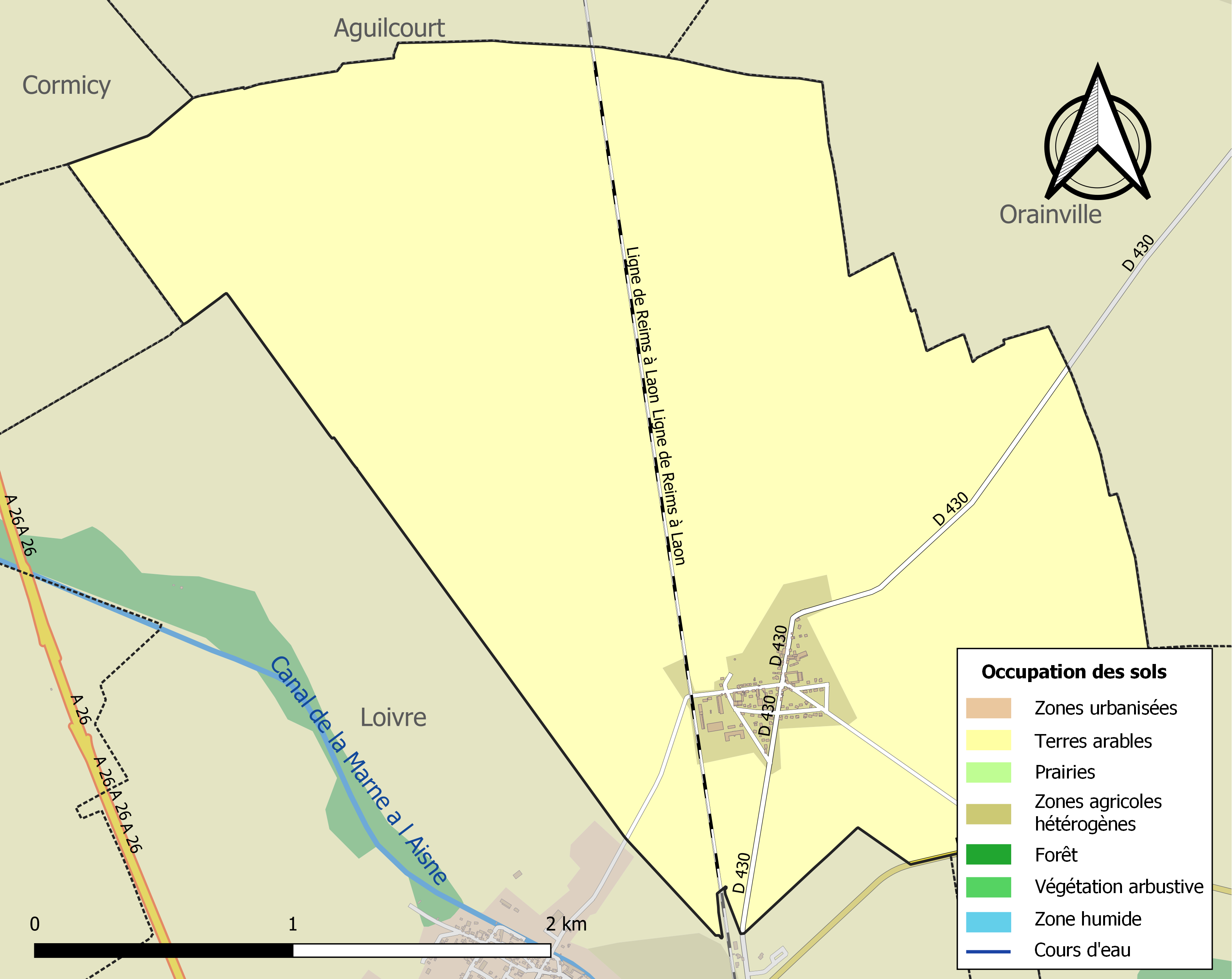
Bodennutzung und Infrastruktur der Gemeinde (2018)

Berméricourt liegt etwa 11 Kilometer nordnordwestlich von Reims am nördlichen Rand des Départements Marne an der Grenze zum benachbarten Département Aisne. Die Gemeinde befindet sich im Norden der historischen Provinz Champagne. Es gibt keine Fließgewässer auf dem Gemeindegebiet. Das Zentrum liegt auf einer Höhe von etwa 85 m. Das Gelände zeigt keine größeren Erhebungen, lediglich bei einer einzelnen Erhebung steigt es nordwestlich des Zentrums auf über 90 m an.
Nahezu die gesamte Fläche der Gemeinde wird landwirtschaftlich, hauptsächlich als Kulturboden, genutzt (Stand 2018).
Umgeben wird Berméricourt von den Nachbargemeinden Aguilcourt (Département Aisne) im Nordwesten und Norden, Orainville (Département Aisne) im Nordosten und Osten, Brimont im Osten und Südosten, Courcy im Süden, Loivre im Südwesten, Cauroy-lès-Hermonville im Westen sowie Cormicy im Westen und Nordwesten.

## Bevölkerungsentwicklung

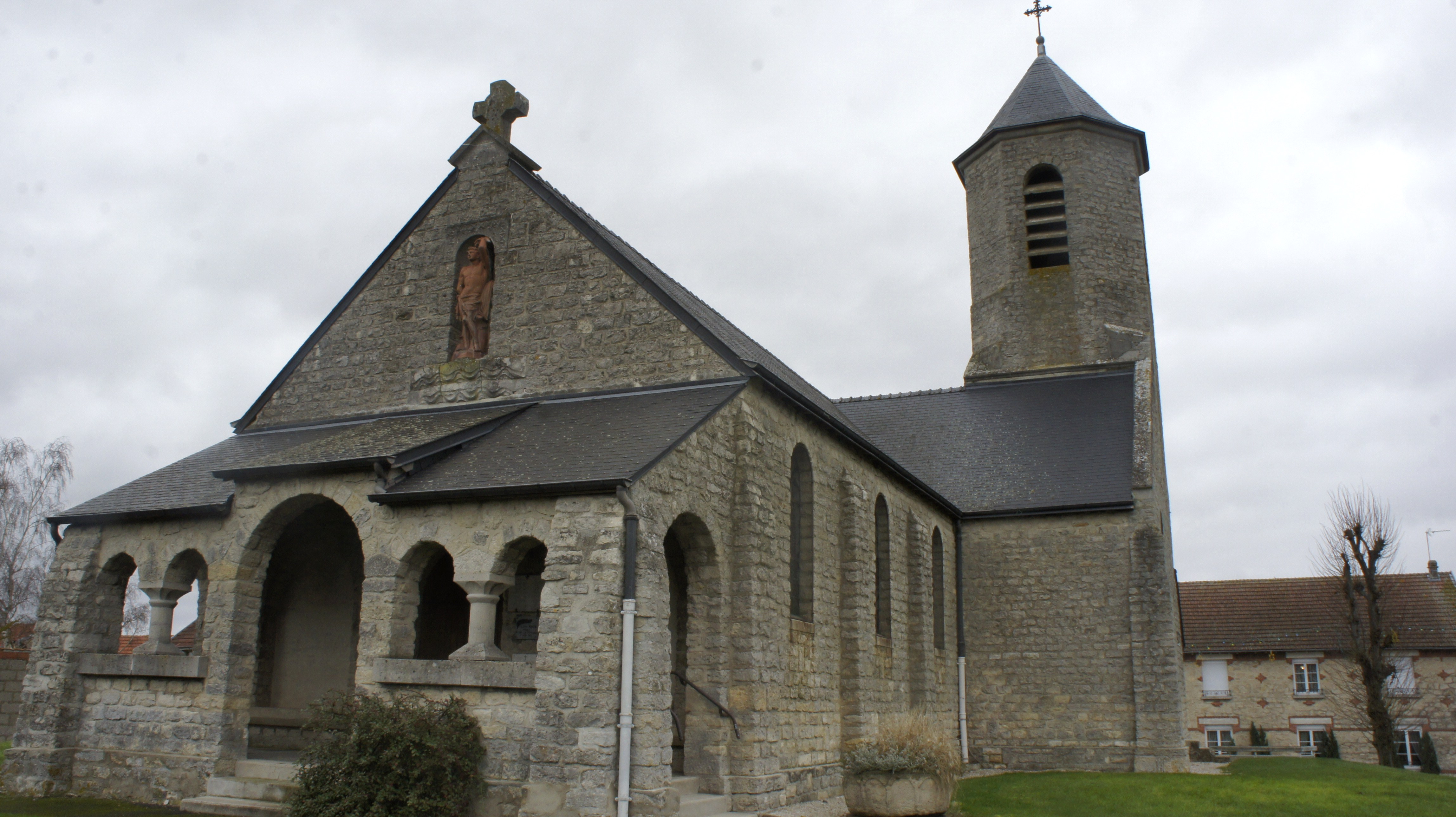
Kirche Saint-Sébastien

| Jahr                       | 1962 | 1968 | 1975 | 1982 | 1990 | 1999 | 2006 | 2013 | 2020 |
| Einwohner                  | 101  | 113  | 130  | 113  | 115  | 122  | 122  | 179  | 243  |
| Quellen: Cassini und INSEE |      |      |      |      |      |      |      |      |      |

## Sehenswürdigkeiten
- Kirche Saint-Sébastien aus dem 19. Jahrhundert

## Verkehr
Berméricourt liegt abseits größerer Verkehrsachsen. Die nachgeordnete Departementsstraße D 430 führt nach Orainville im Nordosten und nach Loivre im Südwesten.
Die Bahnstrecke Reims–Laon durchquert das Gemeindegebiet ohne Haltepunkt.